# Valer Muntean
Valer Muntean (n. 1881, Șibot, județul Alba – d. 1954, Sânnicolau Mare, județul Timiș) a fost un deputat în Marea Adunare Națională de la Alba Iulia, organismul legislativ reprezentativ al „tuturor românilor din Transilvania, Banat și Țara Ungurească”, cel care a adoptat hotărârea privind Unirea Transilvaniei cu România, la 1 decembrie 1918:p. 213.

## Biografie
A făcut liceul la Orăștie și teologia la Oradea și Blaj:p. 213.

## Activitatea politică

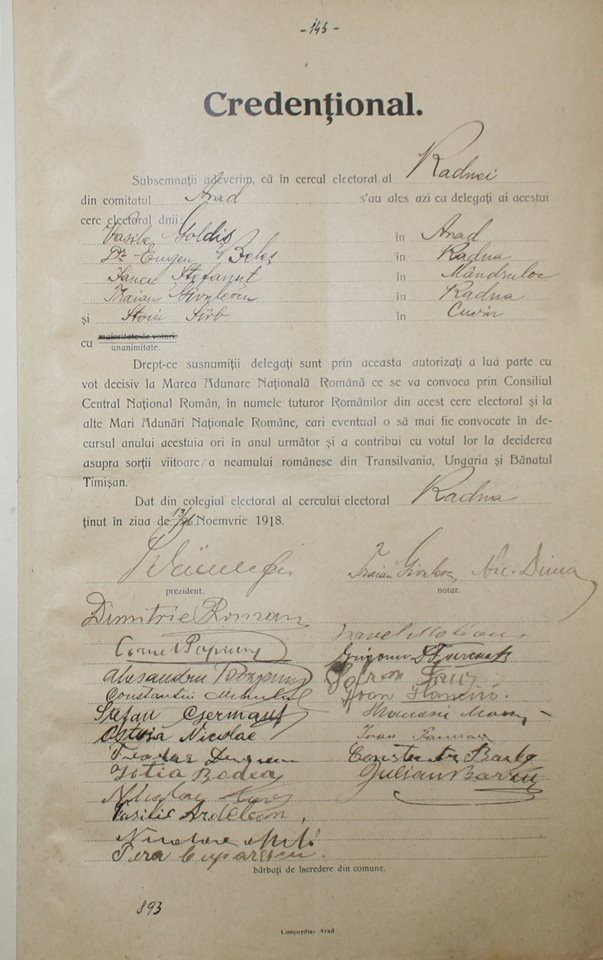
Credențional

Ca deputat în Adunarea Națională din 1 decembrie 1918, Valer Muntean a fost delegat al Cercului electoral Deva:p. 213.